# Velika nagrada Madrida 1969
Velika nagrada Madrida 1969 je bila tretja neprvenstvena dirka Formule 1 v sezoni 1969. Odvijala se je 13. aprila 1969 na madridskem dirkališču Circuito Permanente Del Jarama.

## Rezultati

### Kvalifikacije
Modro ozadje označuje dirkalnike Formule 5000, roza pa Formule 2.
| Poz | Št | Dirkač         | Konstruktor       | Čas       | Zaostanek |
| --- | -- | -------------- | ----------------- | --------- | --------- |
| 1   | 53 | Peter Gethin   | McLaren-Chevrolet | 1:31,9    | —         |
| 2   | 52 | Keith Holland  | Lola-Chevrolet    | 1:35,2    | +3,3      |
| 3   | 12 | Tony Dean      | BRM               | 1:35,8    | +3,9      |
| 4   | 16 | Max Mosley     | Lotus-Ford        | 1:38,3    | +6,4      |
| 5   | 54 | Robs Lamplough | Lotus-Ford        | 1:39,0    | +7,1      |
| 6   | 14 | Neil Corner    | Cooper-Maserati   | 1:41,1    | +9,2      |
| 7   | 55 | Jock Russell   | Lotus-Ford        | 1:42,4    | +10,5     |
| 8   | 11 | Bill Stone     | Brabham-Lotus     | brez časa | —         |
| DNA | 15 | Graham McRae   | Brabham-Ford      |           |           |
| DNA | 51 | Mike Hailwood  | Lola-Chevrolet    |           |           |

### Dirka
| Poz | Št | Dirkač         | Moštvo                      | Konstruktor       | Krogi | Čas/Odstop |
| --- | -- | -------------- | --------------------------- | ----------------- | ----- | ---------- |
| 1   | 52 | Keith Holland  | Alan Fraser Racing Team     | Lola-Chevrolet    | 40    | 1.03:29,8  |
| 2   | 53 | Peter Gethin   | Church Farm Racing Team     | McLaren-Chevrolet | 39    | Motor      |
| 3   | 12 | Tony Dean      | A. G. Dean                  | BRM               | 39    | +1 krog    |
| 4   | 55 | Jock Russell   | Jock Russell                | Lotus-Ford        | 38    | +2 kroga   |
| 5   | 14 | Neil Corner    | Antiques Automobiles Racing | Cooper-Maserati   | 38    | +2 kroga   |
| 6   | 11 | Bill Stone     | Jack Smith                  | Brabham-Lotus     | 36    | Odstop     |
| Ods | 16 | Max Mosley     | Len Street (Engineering)    | Lotus-Ford        | 14    | Motor      |
| Ods | 54 | Robs Lamplough | Robert Lamplough            | Lotus-Ford        | 0     | Motor      |